# Премия Нансена

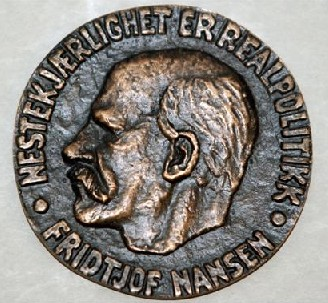
Медаль Нансена

Премия На́нсена (ранее называемая Медаль Нансена) — ежегодная правозащитная премия Управления Верховного Комиссара ООН по делам беженцев. Премия Нансена присуждается за заслуги в области защиты прав беженцев. Названа в честь норвежского полярного исследователя, видного деятеля в области защиты прав беженцев, Верховного комиссара Лиги Наций по беженцам, лауреата Нобелевской премии мира Фритьофа Нансена.
Премия была учреждена в 1954 году. Был создан Комитет Нансена, который стал заниматься отбором кандидатов. Впервые Премия Нансена вручена в 1955 году. С 1979 лауреатам так же стала вручаться премия, в дальнейшем достигшая 100 000$.

## Номинация
Комитет премии Нансена производит отбор кандидатов, которые, согласно правилам по присуждению премии, известны своими делами на благо беженцев.
Предложения о кандидатах на получение премии можно лично направить в Комитет премии. Предложение должно включать краткое описание достижений, совершенных кандидатом, его профессиональные данные, а также рекомендации трех лиц, знакомых с работой кандидата, но не являющихся его родственниками.

## Вручение
Присуждение премии происходит ежегодно. Обычно церемония проводится в женевском Дворце наций. Начиная с 2001 года, церемония награждения проводится 20 июня во Всемирный день беженцев.

## Список лауреатов
- 1954 Элеонора Рузвельт (США)
- 1955 Королева Юлиана (Нидерланды)
- 1956 Геррит Гудхарт (Нидерланды)
- 1957 Международный комитет Красного Креста
- 1961 Король Улаф V (Норвегия)
- 1962 Тасман Хейес (Австралия)
- 1963 Международный совет добровольных учреждений
- 1964 Май Кервена (Соединенное Королевство), Франсуа Прециози (посмертно) (Италия) и Жан Плицяуе (посмертно) (Франция)
- 1965 Луция Шевалле (Франция), Ана Роса Шлиеппер де Мартинес Герреро (посмертно) (Аргентина)
- 1966 Йорген Норредам (посмертно) (Дания)
- 1967 принц Бернард (Нидерланды)
- 1969 принцесса Принсеп Шап (Непал)
- 1977 Общество Красного полумесяца (Малайзия)
- 1978 Серетсе Кхама (Ботсвана)
- 1979 Валери Жискар д’Эстен (Франция)
- 1982 принцесса Соня (Норвегия)
- 1983 Джулиус Камбарадже Ньерере (Танзания)
- 1985 Паолу Арнс (Бразилия)
- 1986 жители Канады
- 1987 Хуан Карлос I (Испания)
- 1992 Рихард фон Вайцзеккер (Германия)
- 1993 Врачи без границ (неправительственная организация)
- 1995 Граса Машел (Мозамбик)
- 1996 Международная организация инвалидов (англ. Handicap International)
- 1998 Мустафа Кырымоглу (Украина)
- 2001 Лучано Паваротти (Италия)
- 2002 Арне Риннан (Норвегия), экипаж судна Тампа и Валлениус Вилхелмсен (Американское Самоа)
- 2003 Анналена Тонелли (Италия)
- 2004 Общество Мемориал (Россия)
- 2005 Маргарита Баранкитсе (Бурунди)
- 2006 Акио Канаи (Япония)
- 2007 Катрина Камиллери (Мальта)
- 2008 Крис Кларк (Chris Clark, Великобритания) и 990 ливанских и международных сотрудников Программы ООН по разминированию в южном Ливане
- 2009 Эдвард Кеннеди (США)
- 2010 Аликсандра Фаццина (Alixandra Fazzina, Великобритания)
- 2011 Общество гуманитарной солидарности (Йемен)
- 2012 Хава Аден Мохамед (Сомали) в «знак признания исключительной, неустанной и впечатляющей работы на благо сомалийских женщин и девочек-беженок, также лиц, ищущих убежище, в невероятно сложных условия» (2012)[1]
- 2013 Анжелика Намайка (Демократическая Республика Конго)
- 2014 организация «Бабочки с новыми крыльями строят будущее» (Red Mariposas de Alas Nuevas Construyendo Futuro) за помощь перемещённым лицам и жертвам сексуального насилия
- 2015 Акила Асифи (Афганистан)
- 2016 Волонтеры поисково-спасательной команды «Хелленик» и команда активистов во главе с Эфи Латсуди (Греция)
- 2017 Занна Мустафа (Нигерия)
- 2018 Доктор Эван Атар (Южный Судан)
- 2019 Азизбек Ашуров[2] (Кыргызская Республика)